# Caylusea hexagyna
Caylusea hexagyna är en resedaväxtart som först beskrevs av Peter Forsskål, och fick sitt nu gällande namn av Green. Caylusea hexagyna ingår i släktet Caylusea och familjen resedaväxter. Inga underarter finns listade i Catalogue of Life.

## Bildgalleri

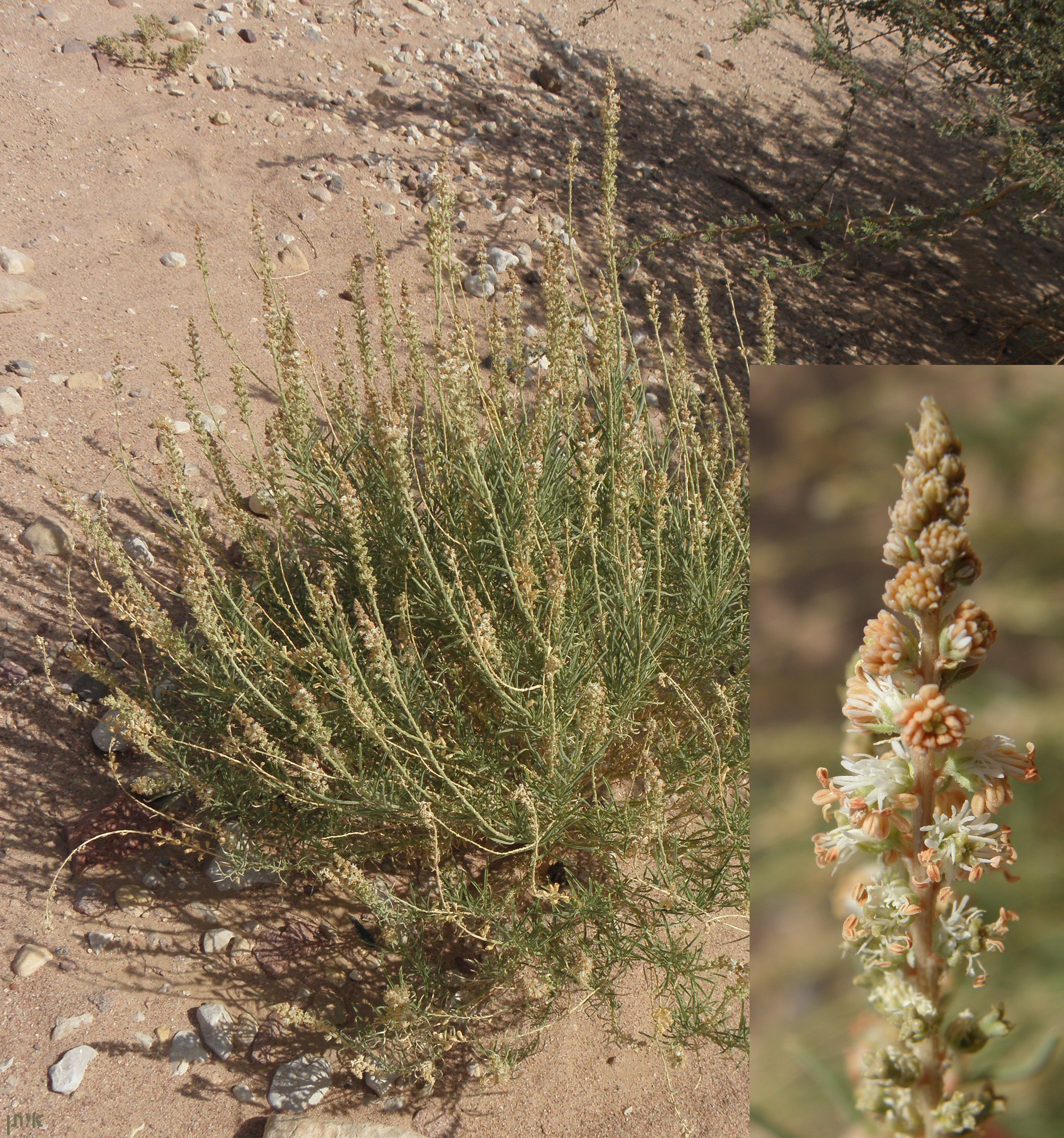